# Marché de Noël de Reims
Le marché de Noël de Reims est un marché de Noël situé à Reims, dans la Marne, qui a lieu tous les ans depuis 1996. Il constitue néanmoins l'un des plus grands marchés de Noël de France avec son million de visiteurs les plus grosses années.

## Historique
Le marché de Noël de Reims a lieu la première fois en 1996 sur la Place Drouet-d'Erlon.
C'est l’association des Vitrines de Reims, qui organise ce marché en lien avec la mairie et la sous-préfecture.
En 2018, il est déplacé sur le parvis de la Cathédrale Notre-Dame de Reims et dans la cour du Palais du Tau.
C'est le troisième plus grand marché de Noël de France, après celui de Strasbourg et celui de Colmar si l'on retient le nombre de chalets.
Il a lieu, depuis 1996, tous les ans, et commence généralement fin novembre pour se finir fin décembre.
En même temps que le marché de Noël de Reims, a lieu un marché d'artisan d'art et le royaume des enfants. Régulièrement, ces festivités sont complétées par une grande roue et une patinoire installée soit sur la place du forum ou sur place Drouet-d'Erlon.

## Le marché de Noël de Reims
Le marché de Noël de Reims propose, parmi ses 150 chalets, des spécialités de Noël, spécialités de Reims (champagne, moutarde ou biscuits roses de la maison Fossier), mais aussi d'Alsace (biscuits, pain d'épice) ou d'ailleurs.

## Le royaume pour les enfants
Le royaume pour les enfants contient un spectacle d'automates interactif, le chalet du Père Noël, un petit train gratuit.

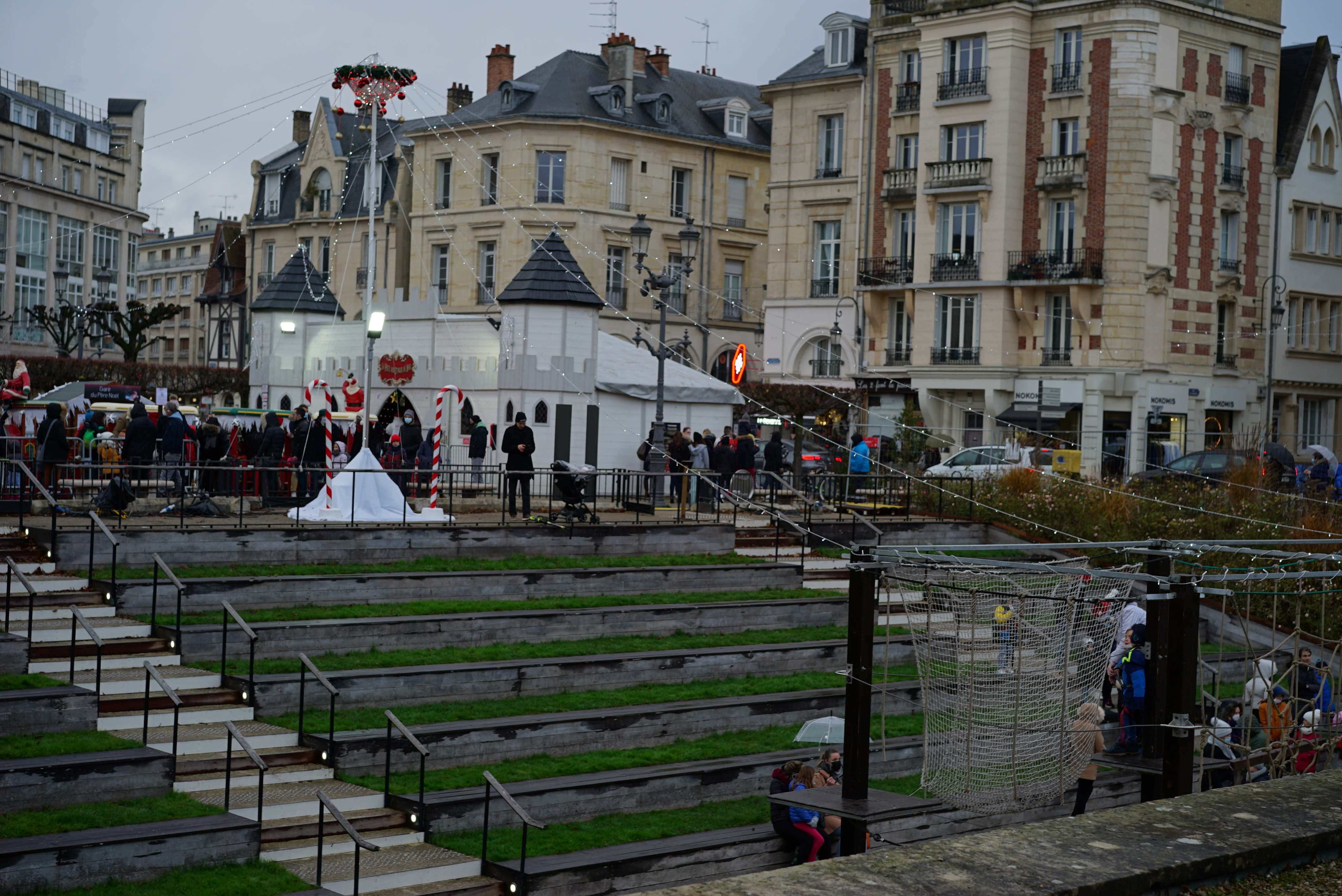
Le royaume pour les enfants.
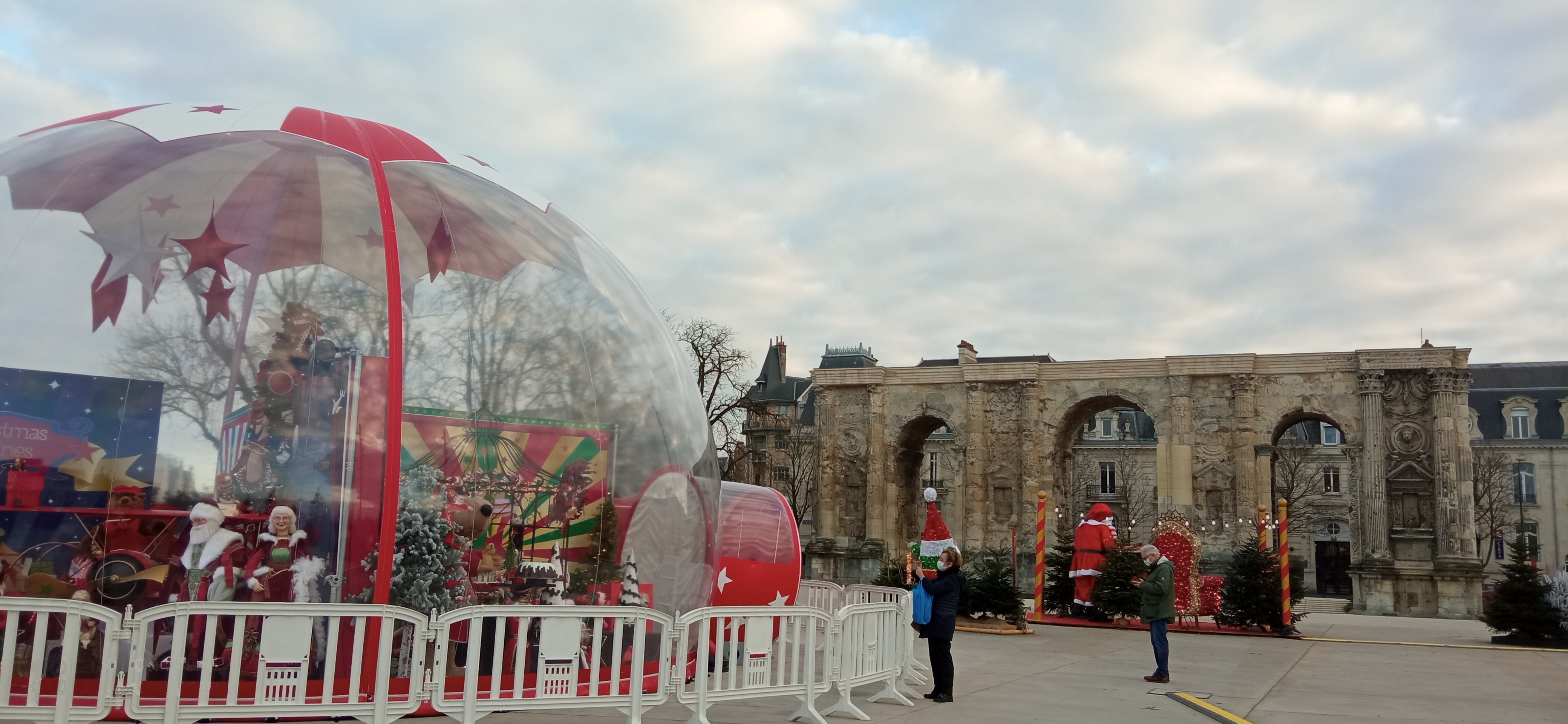
Animations sur la place de la République.

## Le marché d'artisan d’art
Le marché d’artisan d’art reprend les classiques de Noël, les poteries, céramiques, boules de Noël personnalisées, bijoux artisanaux, et les santons de Provence.

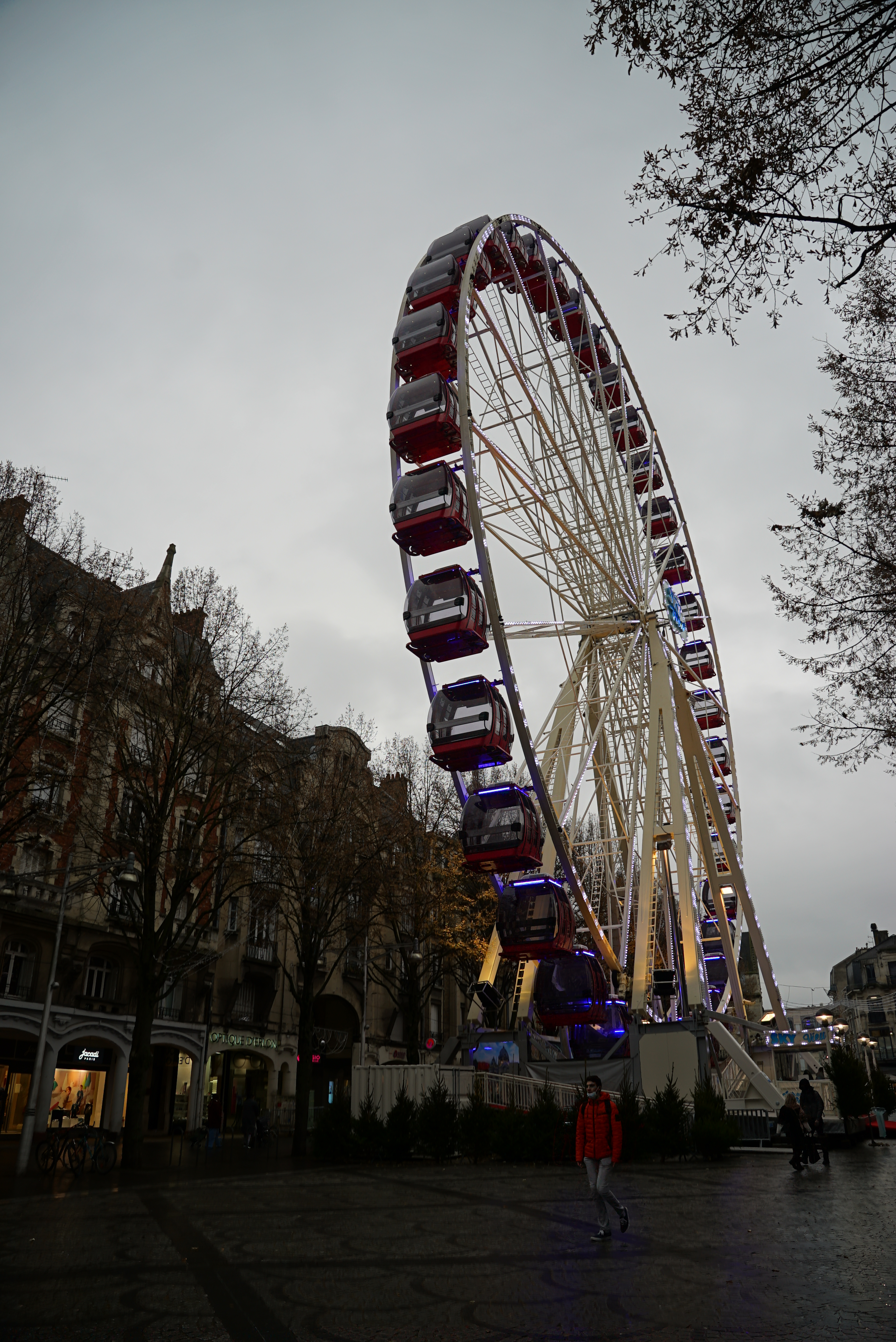
La grande roue en 2021.